# Clarence Knickman
Clarence "Roy" Knickman, född den 23 juni 1965 i Mineola, New York, är en amerikansk tävlingscyklist som tog OS-brons i lagtempolopet vid olympiska sommarspelen 1984 i Los Angeles.